# Manuel Molezún
Manuel Suárez-Pumariega Molezún, más conocido como Manuel Molezún o Manuel S. Molezún (La Coruña, 1920-Madrid, 31 de enero de 2001), fue un médico, profesor universitario, atleta y pintor abstracto español.

## Biografía
Residió un tiempo en Madrid y regresó a La Coruña durante la Guerra Civil, hasta que de nuevo volvió a la capital de España para estudiar Medicina en la Universidad Central. Trabajó como médico durante quince años y fue un reconocido atleta que participó, representando a España, en la prueba de los 110 metros vallas en los Juegos Olímpicos de Londres 1948, los primeros celebrados tras la Segunda Guerra Mundial. Había sido hasta entonces récord nacional en la especialidad en tres ocasiones: 1942, 1947 y 1948.
En 1955 abandonó su profesión para dedicarse por entero a la pintura. Ya dos años antes había ganado el Gran Premio en la Trienal de Milán, donde había trabajado en el montaje del pabellón español junto con su primo, el arquitecto Ramón Vázquez Molezún, y el escultor Amadeo Gabino, con los que había conformado el grupo 'MoGaMo' que realizó otros trabajos como la exposición de Arte Religioso Español (siglos XI al XVIII) del mismo año. En 1956, ganó la Bienal de Salzburgo. A partir de entonces, su obra, que se ha considerado vinculada a la abstracción geométrica y al constructivismo y se verá reflejada en grandes formatos en espacios públicos, sobre todo de España, como aeropuertos, hospitales o universidades. Aunque es muy conocida su obra para el stand de España en la Exposición General de primera categoría de Bruselas de 1958. Junto con Luis Caruncho, Manuel Mampaso o José María de Labra, formó parte de una generación de artistas gallegos que compartieron la abstracción desde miradas cercanas. Al mismo tiempo que desarrolló su trayectoria artística, fue profesor de Bellas Artes en la Universidad Complutense madrileña.
Expuso su trabajo en distintos encuentros de arte contemporáneo de todo el mundo como la Bienal de São Paulo o la Interbau de Berlín, y se encuentra obra permanente de su autoría en el Museo de Arte Contemporáneo Unión Fenosa, Centro Gallego de Arte Contemporáneo, el Museo de Arte Abstracto Español en Cuenca o el Museo de Arte Reina Sofía en Madrid. También es posible contemplar su trabajo en algunos espacios como la Fundación Juan March o en iglesias de la Comunidad de Madrid, como la de San Francisco Javier, para la que diseñó las vidrieras.